# アニスアルコール
アニスアルコール（英語: anise alcohol）、またはアニシルアルコール（英語: anisyl alcohol）は、化学式が CH3OC6H4CH2OH で表される有機化合物である。様々な別名が存在し、例えばベンジルアルコールが持つベンゼン環の4位（パラ位）の水素がメトキシ基に置換していると考えて、p-メトキシベンジルアルコール（p-methoxybenzyl alcohol）などとも呼ばれる。人工的に合成することが可能であるものの、天然にも存在する化合物であり、香料などとして用いられる。CAS登録番号は105-13-5。

## 構造と性質
アニスアルコールは第1級アルコールであり、その化学式はC8H10O2、分子量は138.17である。常圧における融点は24℃から25℃程度、沸点は259 ℃である。液体の時は無色で、アニスに似ているものの、それよりは甘い香りを持っている。水には溶解しにくいのに対し、エタノールやジエチルエーテルには容易に溶解する。

## 製法
アニスアルコールには、以下のような複数の製法が存在する。
- p-アニスアルデヒドを、ヒドリド還元剤で還元する[2]。
- p-アニスアルデヒドを、白金触媒を用いて水素化（還元）する[2]。
- p-アニスアルデヒドに対して、カニッツァーロ反応を起こす[3]。すなわち、p-アニスアルデヒドに適切な塩基を作用させて、p-アニス酸とアニスアルコールとに不均化させる方法である。

## 所在
アニスアルコールは天然に存在する化合物であり、例えばバニラに含まれている。

## 用途
アニスアルコールは香料として用いられ、特にライラック香料としては有用とされる。この他、スイートピー、バラ、ヘリオトロープ、ミモザなどの花の香りを人工的に作る時に用いられることもある。

## 誘導体
アニスアルコールの水酸基を酸化してアルデヒド基になったものはアニスアルデヒドと呼ばれる。さらに、アニスアルデヒドのアルデヒド基を酸化してカルボキシ基になったものはアニス酸と呼ばれる。

## 関連文書
- A very practical and selective method for PMB protection of alcohols